# Tetrísia
Tetrísia, Tirizis, Tiristis o Tiristria Acra, (en grec antic Τίριζις, Τιριστρίς or Τιριστρία ἄκρα) era un port de la costa de la mar Negra (Euxí), a Mèsia, situat entre Cal·latis i Cruni. Poblat per una tribu tràcia fou fortament hel·lenitzat.